# Henri Douvillé
Pour les articles homonymes, voir Douvillé.
Joseph Henri Ferdinand Douvillé, né le 16 juin 1846 à Toulouse et mort le 19 janvier 1937 à Paris, est un paléontologue français. Ses travaux sur l'organisation des ammonites font autorité.

## Parcours
- 1863 : Il sort major de l'École polytechnique.
- 1865 : Il entre à l'École des Mines dont il sortira major également.
- 1876 : Il devient professeur suppléant de paléontologie à l'École des Mines.
- 1880 : Il devient vice-président de la Société géologique de France.
- 1881 : Il devient président de la Société géologique de France et professeur de paléontologie à l'École des Mines.
- 1900 : Il devient membre de la commission spéciale de la Carte géologique de France.
- 1907 : Il devient membre de l'Académie des sciences le 29 avril (section de minéralogie)

## Distinctions
- 1898 : Prix Fontannes
- 1905 : Officier de la Légion d'honneur
- 1912 : Médaille Gaudry de la Société géologique de France
- 1934 : Commandeur de la Légion d'honneur